# Coccinia megarrhiza
Coccinia megarrhiza är en gurkväxtart som beskrevs av Charles Jeffrey. Coccinia megarrhiza ingår i släktet Coccinia, och familjen gurkväxter. Inga underarter finns listade i Catalogue of Life.